# Piłka siatkowa na Letniej Uniwersjadzie 2017
Siatkówka na Letniej Uniwersjadzie 2017 – zawody siatkarskie rozegrane w ramach uniwersjady w Tajpej w dniach 20–29 sierpnia. Zostały rozegrane dwie konkurencje konkurencje.

## Medaliści
| Konkurencja      | Złoto | Srebro  | Brąz    |
| Turniej mężczyzn | Iran  | Rosja   | Japonia |
| Turniej kobiet   | Rosja | Japonia | Ukraina |

## Klasyfikacja medalowa
| Miejsce | Reprezentacja | Złoto | Srebro | Brąz | Razem |
| ------- | ------------- | ----- | ------ | ---- | ----- |
| 1.      | Rosja         | 1     | 1      | 0    | 2     |
| 2.      | Iran          | 1     | 0      | 0    | 1     |
| 3.      | Japonia       | 0     | 1      | 1    | 2     |
| 4.      | Ukraina       | 0     | 0      | 1    | 1     |